# Brachurapteryx ardania
Brachurapteryx ardania är en fjärilsart som beskrevs av Druce 1891. Brachurapteryx ardania ingår i släktet Brachurapteryx och familjen mätare. Inga underarter finns listade i Catalogue of Life.